# Princesa de Carignano
Princesa de Carignano é o título concedido a consorte do Príncipe de Carignano da Casa de Saboia. O título fazia referência a comuna de Carignano.

## Princesas de Carignano
| Imagem | Nome                         | Nascimento              | Casamento              | Tornou-se princesa                        | Encerrou como princesa                           | Morte                  | Marido             |
| ------ | ---------------------------- | ----------------------- | ---------------------- | ----------------------------------------- | ------------------------------------------------ | ---------------------- | ------------------ |
|        | Maria de Bourbon             | 3 de março de 1606      | 6 de janeiro de 1625   | 6 de janeiro de 1625                      | 22 de janeiro de 1656 morte do marido            | 3 de junho de 1692     | Tomás Francisco    |
|        | Maria Ângela Catarina d'Este | 1 de março 1656         | 7 de novembro de 1684  | 7 de novembro de 1684                     | 21 de abril de 1709 morte do marido              | 16 de julho de 1722    | Emanuel Felisberto |
|        | Maria Vitória de Saboia      | 10 de fevereiro de 1690 | 7 de novembro de 1714  | 7 de novembro de 1714                     | 4 de abril de 1741 morte do marido               | 8 de julho de 1766     | Vítor Amadeu I     |
|        | Cristina de Hesse-Rotemburgo | 21 de novembro de 1717  | 4 de maio de 1740      | 4 de abril 1741 ascensão do marido        | 1 de setembro de 1778                            | 1 de setembro de 1778  | Luís Vítor         |
|        | Josefina de Lorena           | 26 de agosto de 1753    | 18 de outubro de 1768  | 16 de dezembro de 1778 ascensão do marido | 10 de setembro de 1780 morte do marido           | 8 de fevereiro de 1797 | Vítor Amadeu II    |
|        | Maria Cristina da Saxônia    | 7 de dezembro de 1770   | 24 de outubro de 1797  | 24 de outubro de 1797                     | 16 de agosto de 1800 morte do marido             | 24 de novembro de 1851 | Carlos Emanuel     |
|        | Maria Teresa da Áustria      | 21 de março de 1801     | 30 de setembro de 1817 | 30 de setembro de 1817                    | 27 de abril de 1831 tornou-se Rainha da Sardenha | 12 de janeiro de 1855  | Carlos Alberto     |

## Fonte
- Este artigo foi inicialmente traduzido, total ou parcialmente, do artigo da Wikipédia em inglês cujo título é «Princess of Carignano», especificamente desta versão.